# Giro d'Italia 1968
Il Giro d'Italia 1968, cinquantunesima edizione della "Corsa Rosa", si svolse in ventidue tappe preceduto da un cronoprologo iniziale dal 20 maggio al 12 giugno 1968, per un percorso totale di 3 923 km. Fu vinto dal belga Eddy Merckx.
Il Giro, cominciato con un cronoprologo a Campione d'Italia, si concluse per la prima volta a Napoli. Merckx si aggiudicò tutte e tre le classifiche principali: classifica generale, classifica a punti, e Gran Premio della montagna; è tuttora l'unico ciclista ad aver compiuto questo exploit.
Pochi giorni dopo la conclusione della corsa, l'organizzazione rivelò la positività all'antidoping di nove atleti: Raymond Delisle, Peter Abt e Gianni Motta dopo la seconda tappa, Franco Bodrero dopo la quarta, Franco Balmamion dopo la tredicesima, Victor Van Schil e Joaquín Galera dopo la diciannovesima, Felice Gimondi e Mariano Díaz dopo la ventunesima. Tutti questi ciclisti, insieme a Mario Di Toro (non presentatosi al controllo dell'ultima frazione), vennero rimossi dagli ordini d'arrivo del Giro. Persero così le vittorie di tappa Motta, primo a Saint-Vincent, e Bodrero, primo sul Blockhaus. Successivamente Gimondi dimostrò di aver assunto non anfetamina ma fencamfamina, uno stimolante ancora non proibito, e venne per questo reintegrato negli ordini d'arrivo.

## Tappe
| Tappa  | Data      | Percorso                                          | km    | Vincitore di tappa            | Leader cl. generale |
| ------ | --------- | ------------------------------------------------- | ----- | ----------------------------- | ------------------- |
| prol   | 20 maggio | Campione d'Italia (cron. individuale)             | 5,7   | Charly Grosskost              | Charly Grosskost    |
| 1ª     | 21 maggio | Campione d'Italia > Novara                        | 128   | Eddy Merckx                   | Eddy Merckx         |
| 2ª     | 22 maggio | Novara > Saint-Vincent                            | 189   | Gianni Motta Eddy Merckx      | Eddy Merckx         |
| 3ª     | 23 maggio | Saint-Vincent > Alba                              | 168   | Guido Reybrouck               | Michele Dancelli    |
| 4ª     | 24 maggio | Alba > Sanremo                                    | 162   | Ward Sels                     | Michele Dancelli    |
| 5ª     | 25 maggio | Sanremo > Sanremo                                 | 149   | Italo Zilioli                 | Michele Dancelli    |
| 6ª     | 26 maggio | Sanremo > Alessandria                             | 223   | José Antonio Momeñe           | Michele Dancelli    |
| 7ª     | 27 maggio | Alessandria > Piacenza                            | 174   | Guerrino Tosello              | Michele Dancelli    |
| 8ª     | 28 maggio | San Giorgio Piacentino > Brescia                  | 225   | Eddy Merckx                   | Michele Dancelli    |
| 9ª     | 29 maggio | Brescia > Lido di San Cristoforo al Lago          | 210   | Julio Jiménez                 | Michele Dancelli    |
| 10ª    | 30 maggio | Trento > Monte Grappa                             | 136   | Emilio Casalini               | Michele Dancelli    |
| 11ª    | 31 maggio | Bassano del Grappa > Trieste                      | 197   | Guido Reybrouck               | Michele Dancelli    |
| 12ª    | 1º giugno | Gorizia > Tre Cime di Lavaredo                    | 213   | Eddy Merckx                   | Eddy Merckx         |
| 13ª    | 2 giugno  | Cortina d'Ampezzo > Vittorio Veneto               | 163   | Lino Farisato                 | Eddy Merckx         |
| 14ª    | 3 giugno  | Vittorio Veneto > Marina Romea                    | 199   | Luigi Sgarbozza               | Eddy Merckx         |
| 15ª    | 4 giugno  | Ravenna > Imola                                   | 141   | Marino Basso                  | Eddy Merckx         |
|        | 5 giugno  | giorno di riposo                                  |       |                               |                     |
| 16ª    | 6 giugno  | Cesenatico > San Marino (SMR) (cron. individuale) | 49,3  | Felice Gimondi                | Eddy Merckx         |
| 17ª    | 7 giugno  | San Marino (SMR) > Foligno                        | 196   | Franco Bitossi                | Eddy Merckx         |
| 18ª    | 8 giugno  | Foligno > Abbadia San Salvatore                   | 166   | Julio Jiménez                 | Eddy Merckx         |
| 19ª    | 9 giugno  | Abbadia San Salvatore > Roma                      | 181   | Luciano Dalla Bona            | Eddy Merckx         |
| 20ª    | 10 giugno | Roma > Rocca di Cambio                            | 215   | Luis Pedro Santamarina        | Eddy Merckx         |
| 21ª    | 11 giugno | Rocca di Cambio > Blockhaus                       | 198   | Franco Bodrero Franco Bitossi | Eddy Merckx         |
| 22ª    | 12 giugno | Chieti > Napoli                                   | 235   | Guido Reybrouck               | Eddy Merckx         |
| Totale | Totale    | Totale                                            | 3 923 |                               |                     |

## Squadre e corridori partecipanti
| N.    | Cod. | Squadra        |
| ----- | ---- | -------------- |
| 1-10  | SAL  | Salvarani      |
| 11-20 | BIC  | Bic            |
| 21-30 | FAE  | Faema          |
| 31-40 | FAG  | Fagor          |
| 41-50 | FIL  | Filotex        |
| 51-60 | BGC  | G.B.C.         |
| 61-70 | GER  | Germanvox-Wega |

| N.      | Cod. | Squadra    |
| ------- | ---- | ---------- |
| 71-80   | KEL  | Kelvinator |
| 81-90   | MAX  | Max Meyer  |
| 91-100  | MOL  | Molteni    |
| 101-110 | PEP  | Pepsi Cola |
| 111-120 | PEU  | Peugeot    |
| 121-130 | SMI  | Smith's    |

## Classifiche finali

### Classifica generale - Maglia rosa
| Pos. | Corridore        | Squadra    | Tempo      |
| ---- | ---------------- | ---------- | ---------- |
| 1    | Eddy Merckx      | Faema      | 108h42'27" |
| 2    | Vittorio Adorni  | Faema      | a 5'01"    |
| 3    | Felice Gimondi   | Salvarani  | a 9'05"    |
| 4    | Italo Zilioli    | Filotex    | a 9'17"    |
| 5    | Willy Van Neste  | Bic        | a 10'43"   |
| SQ   | Gianni Motta     | Molteni    | a 12'23"   |
| 6    | Michele Dancelli | Pepsi Cola | a 12'33"   |
| 7    | Franco Balmamion | Molteni    | a 15'43"   |
| 8    | Francisco Gabica | Fagor      | a 16'59"   |
| 9    | Franco Bitossi   | Filotex    | a 19'02"   |
| 10   | Julio Jiménez    | Bic        | a 19'51"   |

### Classifica a punti - Maglia rossa
| Pos. | Corridore        | Squadra    | Punti |
| ---- | ---------------- | ---------- | ----- |
| 1    | Eddy Merckx      | Faema      | 198   |
| 2    | Franco Bitossi   | Filotex    | 138   |
| 3    | Michele Dancelli | Pepsi Cola | 134   |
| SQ   | Gianni Motta     | Molteni    | 122   |
| 4    | Marino Basso     | Molteni    | 122   |
| 5    | Guido Reybrouck  | Faema      | 115   |

### Classifica scalatori
| Pos. | Corridore          | Squadra    | Punti |
| ---- | ------------------ | ---------- | ----- |
| 1    | Eddy Merckx        | Faema      | 340   |
| 2    | Julio Jiménez      | Bic        | 180   |
| 3    | Giancarlo Polidori | Pepsi Cola | 140   |
| 3    | Joaquín Galera     | Fagor      | 140   |
| 5    | Franco Bitossi     | Filotex    | 90    |